# 瀨之本久史
瀨之本久史是日本的插圖畫家 、原畫家。隸屬AXL遊戲公司。

## 簡歷
早期在Witch遊戲公司底下，和真廣雄海一同擔任Milkyway系列等遊戲的原畫。
2005年，Witch因為資金週轉不靈而歇業，便移動至現在的AXL。
瀨之本久史除了插圖之外，漫畫方面也有不錯的實力。〈Mlkyway2〉短篇漫畫與同人誌等作品中可以見到其鮮少使用網點的特色。後來在《戀愛少女與守護之盾》、《Princess Frontier》時，AXL官方網站上於遊戲發售前幾日，每天更新不同題材的搞笑漫畫，亦是由瀨之本久史親自描繪。

## 工作列表
成人遊戲原畫
- Witch
  - Alive
  - Milkyway
  - Milkyway2
  - Milkyway3
- AXL
  - Tutorial Summer（すたじおみりすペレット名義）
  - 戀愛少女與守護之盾
  - Princess Frontier
  - Like a Butler
  - Dolphin Divers
  - 戀愛少女與守護之盾 ～薔薇聖母～
- Sonora
  - 我的未來是戀愛與課金 ～Charge To The Future～（SD原画）
  - 同班的偶像同學。（SD原画）
- Triangle
  - 魔法戦士 FINAL IGNITION
- 戲畫 Team AIGIS
  - 戀愛少女與守護之盾 Re:boot The "SHIELD-9"
- Waffle

插畫
- 鐵球公主艾蜜莉（Super Dash文庫）
- 戀愛少女與守護之盾 -The shield of AIGIS-（Super Dash文庫）

插畫集
- 瀨之本久史 Art Works MAX Mook PUSH!! Selected Series

## 外部連結
- （日語） みりおんばんく （页面存档备份，存于）